# مارسيا ماكنوت
مارسيا كيمبر ماكنوت (بالإنجليزية: Marcia McNutt)‏ (19 شباط/فبراير 1952)، هي عالمة جيوفيزياء أمريكية، والرئيسة رقم 22 للأكاديمية الوطنية للعلوم في الولايات المتحدة الأمريكية. عملت سابقًا كرئيسة تحرير لمجلة العلوم من عام 2013 إلى عام 2016. حصلت ماكنوت على وظيفة أستاذة زائرة في معهد سكريبس لعلوم المحيطات، وهي عضو في اللجنة الاستشارية للأكاديميات الوطنية للعلوم والهندسة والطب لقسم دراسات الأرض والحياة ومنتدى العلوم المفتوحة. ترأست ماكنوت رئاسة هذه اللجنة المتخصصة بالتدخل المناخي والتي قدمت تقريرين في عام 2015.
استلمت ماكنوت منصب المدير الخامس عشر لهيئة المسح الجيولوجي بالولايات المتحدة، وكانت أول امرأة تشغل هذا المنصب، وكذلك مستشارة العلوم لوزير الداخلية بالولايات المتحدة. كانت ماكنوت رئيسة ومديرة تنفيذية لمعهد أبحاث خليج مونتيري للأحياء المائية قبل استلامها لمنصبها في هيئة المسح الجيولوجي الأمريكية، ويُعرف هذا المعهد بأنه مركز أبحاث علوم المحيطات في الولايات المتحدة، وأستاذة الجيوفيزياء البحرية في كلية علوم الأرض بجامعة ستانفورد وأستاذة في الجيوفيزياء البحرية في جامعة كاليفورنيا في سانتا كروز.

## العائلة والتعليم
امتلك والد ماكنوت شركة أعمال صغيرة وكانت والدتها تعمل ربة منزل حاصلة على شهادة جامعية. قالت ماكنوت في مقابلة لها مع الأكاديمية الوطنية للعلوم إن تعليم النساء في عائلتها هو تقليد أساسي، وأن والداها شجعاها هي وشقيقاتها للدراسة الأكاديمية.
كانت ماكنوت الطالبة المتفوقة في صفها في المدرسة التحضيرية نورثروب كوليجيت (المعروفة الآن باسم مدرسة بليك) في مقاطعة مينيابوليس وتخرجت في عام 1970. حصلت على درجة البكالوريوس في الفيزياء وفازت بدرع فاي بيتا كابا من كلية كولورادو في عام 1973. ساعدتها زمالتها كمتخرجة لمؤسسة العلوم الوطنية بدراسة الجيوفيزياء في معهد سكريبس لعلوم المحيطات، وحصلت على درجة الدكتوراه في علوم الأرض في عام 1978. حملت أطروحتها عنوان «التوازن القاري والمحيطي».
ماكنوت هي واحدة من ست نساء عالمات ظهرت على التلفاز في عام 1995 ، وهي عضو في الرابطة الوطنية لمدربي الغوص تحت الماء باستخدام جهاز التنفس (غوص سكوبا)، وقد تدربت على عمليات الهدم تحت الماء والمتفجرات التي تُستخدم في فريق الهدم تحت الماء التابع لسلاح البحرية الأمريكية وقوات بحرية الولايات المتحدة.
تزوجت مارسيا أولاً من مارسيل هوفمان  الذي توفي في عام 1988. كان لديهم ثلاث بنات: ميريديث ماكنوت هوفمان  وتوأمان متطابقان دانا وآشلي هوفمان. كانت آشلي ملكة جمال روديو كاليفورنيا في عام 2009. اهتمت مارسيا أيضا بالخيول وشاركت بالعديد من سباقات البراميل على فرسها لولو.
تزوجت ماكنوت من القبطان إيان يونغ في عام 1996.

## السنوات المبكرة
عملت ماكنوت لمدة ثلاث سنوات على تنبؤ الزلزال في هيئة المسح الجيولوجي الأمريكية في مينلو بارك في ولاية كاليفورنيا، وذلك بعد تعيينها لفترة قصيرة في جامعة مينيسوتا. أصبحت أستاذة مساعدة في معهد ماساتشوستس للتكنولوجيا في عام 1982، وعُينت أستاذة بدرجة أستاذية جريسوولد في الجيوفيزياء في عام 1988. عملت سابقًا كمديرة البرنامج المشترك في علوم المحيطات وعلوم وهندسة المحيطات التطبيقية، وهو عمل تعاوني لمعهد ماساتشوستس للتكنولوجيا ومؤسسة وودز هول لعلوم المحيطات.

## أبحاث
شاركت ماكنوت في 15 رحلة استكشافية رئيسية في المحيطات وشغلت منصب كبيرة العلماء في أكثر من نصفهم. نشرت حوالي 100 مقالة علمية أُعيد تدقيقها من قبل النظراء. تضمنت أبحاثها دراسات عن بركان جزيرة محيطية في بولينيزيا الفرنسية، والانفصال القاري في غرب الولايات المتحدة ورفع هضبة التبت.
قدمت ماكنوت مساهمات ملحوظة في عملية فهم علم الجريان وقوة الغلاف الصخري. وأظهرت أن البراكين الصغيرة يمكنها أن تثني الغلاف الصخري وتؤثر على ارتفاع البراكين القريبة، واستخدمت تحليلًا ثلاثي الأبعاد لبيانات التضاريس والجاذبية لإظهار أن اللوحة الأسترالية يمكن أن تكون قوية على المقاييس قصيرة الأمد وضعيفة على المقاييس الطويلة. أظهرت أيضًا كيف يمكن أن تؤدي الصفائح المحيطية السفلى إلى إضعاف وتحديد خاصية طوبوغرافية كبيرة تسمى انتفاخ جنوب المحيط الهادئ الفائق.
تأسس معهد أبحاث خليج مونتيري للأحياء المائية بتمويل خاص من قبل المهندس ديفيد باكارد ليصبح معروفًا بناسا المحيطات.
كانت ماكنوت رئيسة ومديرة تنفيذية لمعهد أبحاث خليج مونتيري للأحياء المائية من عام 1997 إلى عام 2009. أطلقت سفينة الأبحاث الخاصة بالمعهد العديد من البعثات من كندا إلى باجا كاليفورنيا وجزر هاواي. بنى المعهد نظام مونتيري للأبحاث المتسارعة، وهو أول مرصد للكابلات في أعماق البحار في الولايات المتحدة القارية.

## ورشة عمل مع البابا فرانسيس
شاركت ماكنوت ومجموعة من الاختصاصيين والعلماء الدوليين في ورشة عمل مع البابا فرانسيس نظمتها الأكاديمية البابوية للعلوم والأكاديمية البابوية للعلوم الاجتماعية في أيار/مايو في عام 2014. قدّمت ماكنوت بناءً على دعوة ورقة بعنوان «مخاطر ارتفاع مستوى البحار على سكان المناطق الساحلية». ناقشت أيضًا قابلية السكن في هذا الكوكب واستدامته في المستقبل في مقالة افتتاحية في مجلة العلوم في سبتمبر/أيلول، ودافعت عن أهداف الأمم المتحدة للتنمية المستدامة التي أرادت المجموعة تبنيها.
وقّعت ماكنوت على تقرير ورشة العمل. أصدر مجلس قيادة شبكة حلول التنمية المستدامة والتي كانت ماكنوت عضوًا فيها ثمانية معايير للتخفيف من تغير المناخ، وذلك قبل نشر موسوعة «كُنّ مُسَبِّحًا» البابوية في الفترة من شهر أيار/مايو إلى حزيران/يونيو في عام 2015 ، والتي كانوا يأملون في معالجتها من قبل مؤتمر الأمم المتحدة لتغير المناخ الذي حصل في عام 2015.

## الجوائز والتكريمات
انتُخبت ماكنوت كعضو أجنبي في الجمعية الملكية وعضو في الأكاديمية الوطنية للعلوم، وفي الجمعية الفلسفية الأمريكية والأكاديمية الأمريكية للفنون والعلوم. هي زميلة في الاتحاد الجيوفيزيائي الأمريكي والجمعية الجيولوجية الأمريكية والرابطة الأمريكية لتقدم العلوم والرابطة الدولية لعلم قياسات الأرض. هي رئيسة سابقة للاتحاد الجيوفيزيائي الأمريكي (2000-2002) والرئيسة الحالية للأكاديمية الوطنية للعلوم (2016-2022).
هي حاصلة على الدكتوراه الفخرية من معهد ورسستر للفنون التطبيقية وجامعة بوسطن  وجامعة مينيسوتا وكلية كولورادو، واعتُرف بها كخريجة متميزة من قبل جامعة كاليفورنيا في سان دييغو في عام 2004.
ترأست فريق الرئيس المعني باستكشاف المحيطات بقيادة الرئيس بيل كلينتون، ورئاسة مجلس محافظي المؤسسات الأوقيانوغرافية المشتركة التي اندمجت لتصبح اتحاد قيادة المحيطات والتي كانت هي أمينة له.